# Angadithimanapalya, Madhugiri
Angadithimanapalya là một làng thuộc tehsil Madhugiri, huyện Tumkur, bang Karnataka, Ấn Độ.